# آل الكهالي (يافع)
آل الكهالـي هي إحدى قرى عزلة لبعوس بمديرية يافع التابعة لمحافظة لحج، بلغ تعداد سكانها 244 نسمة حسب تعداد اليمن لعام 2004.
ينحدر جد هذه القبيلة من منطقة ذمار ويقول البعض انهم يرجعون الى الكهالي في  بني سريح محافضة عمران
وتقول الروايات  ان الكهالي فرد  لجى الى يافع  بسبب قضية ثار بينه وبين قبيلته .ولا يوجد تاريخ يحدد الفترة الزمنية التي قدم بها الى يافع الا انه توجد وثائق ملكيات في الوادي تخص آل الكهالي يعود تاريخها الى اكثر من خمسة قرون
حيث تقول الروايات  انه كان يحمل  بحوزته اموال كبيره من الدنانير الذهبية والقروش الفرنصة. الامر الذي جعل المستوطنين في وادي ذي ناخب من الرعاة والمزارعين يجلونه ويجعلون منه مقدما عليهم 